# آکاسیای باتلاقی
آکاکیا باتلاقی (نام علمی: Acacia palustris) نام یک گونه از سرده آکاسیا است.